# Formel 1-VM 2017

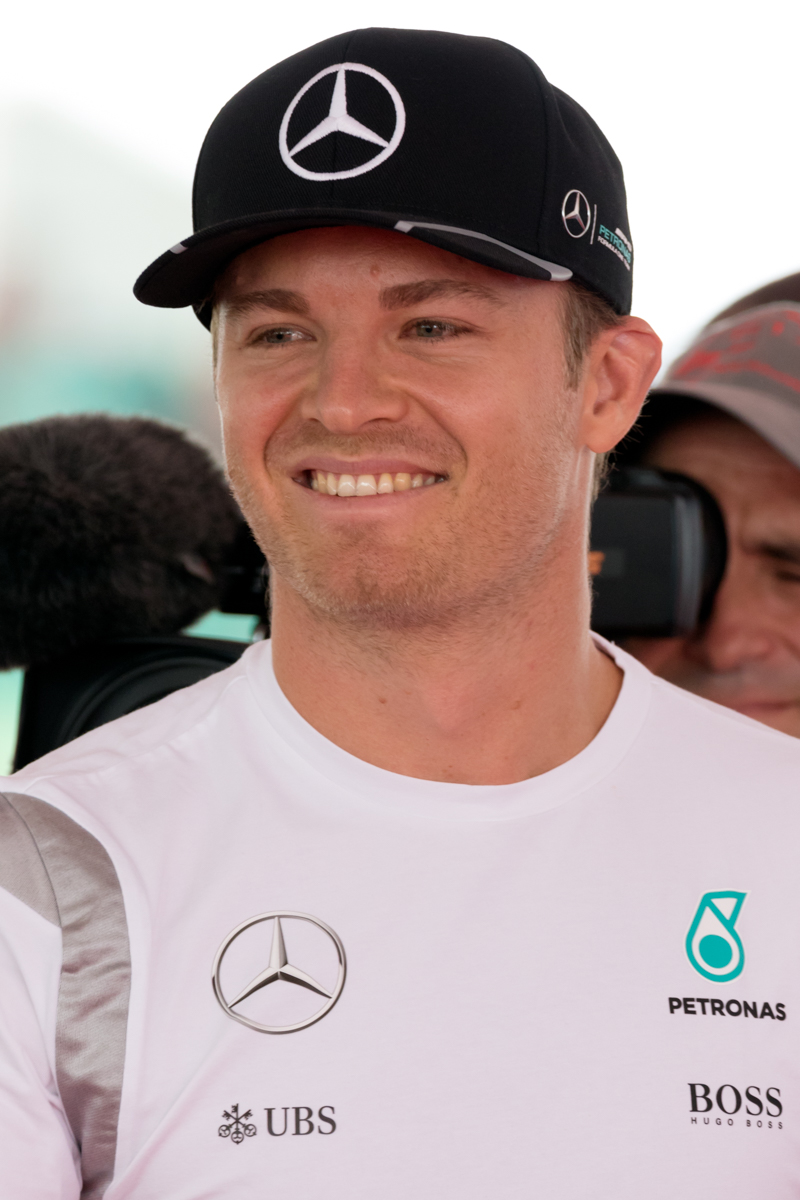
Nico Rosberg, den regerande världsmästaren kommer inte, efter att ha avslutat sin karriär, försvara sin F1-titel

Formel 1-VM 2017 var den sextioåttonde säsongen av Fédération Internationale de l'Automobile:s världsmästerskap för formelbilar, Formel 1. Säsongen startade i Australien den 26 mars och avslutades i Abu Dhabi den 26 november.
2017 års tävlingskalender innehöll några förändringar jämfört med året innan; Tysklands Grand Prix utgick och loppet som kördes på Baku City Circuit som Europas Grand Prix 2016 kördes som Azerbajdzjans Grand Prix. Dessutom bytte Kinas- och Bahrains Grand Prix plats med varandra.

## Stall och förare
Följande stall och förare deltog i 2017 års säsong av formel 1-VM.
| Scuderia Ferrari                 | Ferrari                   | SF70H            | Ferrari 062            | P | 5  | Sebastian Vettel   | Samtliga  |
| Scuderia Ferrari                 | Ferrari                   | SF70H            | Ferrari 062            | P | 7  | Kimi Räikkönen     | Samtliga  |
| Sahara Force India F1 Team       | Force India-Mercedes      | VJM10            | Mercedes M08 EQ Power+ | P | 11 | Sergio Pérez       | Samtliga  |
| Sahara Force India F1 Team       | Force India-Mercedes      | VJM10            | Mercedes M08 EQ Power+ | P | 31 | Esteban Ocon       | Samtliga  |
| Haas F1 Team                     | Haas-Ferrari              | VF-17            | Ferrari                | P | 8  | Romain Grosjean    | Samtliga  |
| Haas F1 Team                     | Haas-Ferrari              | VF-17            | Ferrari                | P | 20 | Kevin Magnussen    | Samtliga  |
| McLaren Honda Formula 1 Team     | McLaren-Honda             | MCL32            | Honda                  | P | 2  | Stoffel Vandoorne  | Samtliga  |
| McLaren Honda Formula 1 Team     | McLaren-Honda             | MCL32            | Honda                  | P | 14 | Fernando Alonso    | 1-5, 7-20 |
| McLaren Honda Formula 1 Team     | McLaren-Honda             | MCL32            | Honda                  | P | 22 | Jenson Button      | 6         |
| Mercedes AMG Petronas Motorsport | Mercedes                  | F1 W08 EQ Power+ | Mercedes M08 EQ Power+ | P | 44 | Lewis Hamilton     | Samtliga  |
| Mercedes AMG Petronas Motorsport | Mercedes                  | F1 W08 EQ Power+ | Mercedes M08 EQ Power+ | P | 77 | Valtteri Bottas    | Samtliga  |
| Red Bull Racing                  | Red Bull Racing-TAG Heuer | RB13             | TAG Heuer              | P | 3  | Daniel Ricciardo   | Samtliga  |
| Red Bull Racing                  | Red Bull Racing-TAG Heuer | RB13             | TAG Heuer              | P | 33 | Max Verstappen     | Samtliga  |
| Renault Sport Formula One Team   | Renault                   | R.S.17           | Renault                | P | 27 | Nico Hülkenberg    | Samtliga  |
| Renault Sport Formula One Team   | Renault                   | R.S.17           | Renault                | P | 30 | Jolyon Palmer      | 1-16      |
| Renault Sport Formula One Team   | Renault                   | R.S.17           | Renault                | P | 55 | Carlos Sainz Jr.   | 17-20     |
| Sauber F1 Team                   | Sauber-Ferrari            | C36              | Ferrari 061            | P | 9  | Marcus Ericsson    | Samtliga  |
| Sauber F1 Team                   | Sauber-Ferrari            | C36              | Ferrari 061            | P | 36 | Antonio Giovinazzi | 1-2       |
| Sauber F1 Team                   | Sauber-Ferrari            | C36              | Ferrari 061            | P | 94 | Pascal Wehrlein    | 1, 3-20   |
| Scuderia Toro Rosso              | Toro Rosso-Renault        | STR12            | Renault                | P | 26 | Daniil Kvyat       | 1-14      |
| Scuderia Toro Rosso              | Toro Rosso-Renault        | STR12            | Renault                | P | 10 | Pierre Gasly       | 15-16     |
| Scuderia Toro Rosso              | Toro Rosso-Renault        | STR12            | Renault                | P | 28 | Brendon Hartley    | 17-20     |
| Scuderia Toro Rosso              | Toro Rosso-Renault        | STR12            | Renault                | P | 55 | Carlos Sainz Jr.   | 1-16      |
| Scuderia Toro Rosso              | Toro Rosso-Renault        | STR12            | Renault                | P | 26 | Daniil Kvyat       | 17        |
| Scuderia Toro Rosso              | Toro Rosso-Renault        | STR12            | Renault                | P | 10 | Pierre Gasly       | 18-20     |
| Williams Martini Racing          | Williams-Mercedes         | FW40             | Mercedes M08 EQ Power+ | P | 18 | Lance Stroll       | Samtliga  |
| Williams Martini Racing          | Williams-Mercedes         | FW40             | Mercedes M08 EQ Power+ | P | 19 | Felipe Massa       | Samtliga  |
| Williams Martini Racing          | Williams-Mercedes         | FW40             | Mercedes M08 EQ Power+ | P | 40 | Paul di Resta      | 11        |
| Källor:                          |                           |                  |                        |   |    |                    |           |

## Tävlingskalender

De länderna som formel 1 anordnas i är markerade i grönt.

Följande 20 Grand Prix ägde rum under 2017.
|        | Grand Prix                 | Bana                                       | Datum        |
| ------ | -------------------------- | ------------------------------------------ | ------------ |
| 1      | Australiens Grand Prix     | Melbourne Grand Prix Circuit, Melbourne    | 26 mars      |
| 2      | Kinas Grand Prix           | Shanghai International Circuit, Shanghai   | 9 april      |
| 3      | Bahrains Grand Prix        | Bahrain International Circuit, Sakhir      | 16 april     |
| 4      | Rysslands Grand Prix       | Sotji Autodrom, Sotji                      | 30 april     |
| 5      | Spaniens Grand Prix        | Circuit de Barcelona-Catalunya, Barcelona  | 14 maj       |
| 6      | Monacos Grand Prix         | Circuit de Monaco, Monte Carlo             | 28 maj       |
| 7      | Kanadas Grand Prix         | Circuit Gilles Villeneuve, Montréal        | 11 juni      |
| 8      | Azerbajdzjans Grand Prix   | Baku City Circuit, Baku                    | 25 juni      |
| 9      | Österrikes Grand Prix      | Red Bull Ring, Steiermark                  | 9 juli       |
| 10     | Storbritanniens Grand Prix | Silverstone Circuit, Silverstone           | 16 juli      |
| 11     | Ungerns Grand Prix         | Hungaroring, Budapest                      | 30 juli      |
| 12     | Belgiens Grand Prix        | Circuit de Spa-Francorchamps, Stavelot     | 27 augusti   |
| 13     | Italiens Grand Prix        | Autodromo Nazionale Monza, Monza           | 3 september  |
| 14     | Singapores Grand Prix      | Marina Bay Street Circuit, Singapore       | 17 september |
| 15     | Malaysias Grand Prix       | Sepang International Circuit, Kuala Lumpur | 1 oktober    |
| 16     | Japans Grand Prix          | Suzuka International Racing Course, Suzuka | 8 oktober    |
| 17     | USA:s Grand Prix           | Circuit of the Americas, Austin, Texas     | 22 oktober   |
| 18     | Mexikos Grand Prix         | Autódromo Hermanos Rodríguez, Mexico City  | 29 oktober   |
| 19     | Brasiliens Grand Prix      | Autódromo José Carlos Pace, São Paulo      | 12 november  |
| 20     | Abu Dhabis Grand Prix      | Yas Marina Circuit, Abu Dhabi              | 26 november  |
| Källa: |                            |                                            |              |

## Resultat
|    | Grand Prix                 | Pole position    | Snabbaste varv   | Segrande förare  | Segrande konstruktör | Rapport |
| -- | -------------------------- | ---------------- | ---------------- | ---------------- | -------------------- | ------- |
| 1  | Australiens Grand Prix     | Lewis Hamilton   | Kimi Räikkönen   | Sebastian Vettel | Ferrari              | Rapport |
| 2  | Kinas Grand Prix           | Lewis Hamilton   | Lewis Hamilton   | Lewis Hamilton   | Mercedes             | Rapport |
| 3  | Bahrains Grand Prix        | Valtteri Bottas  | Lewis Hamilton   | Sebastian Vettel | Ferrari              | Rapport |
| 4  | Rysslands Grand Prix       | Sebastian Vettel | Kimi Räikkönen   | Valtteri Bottas  | Mercedes             | Rapport |
| 5  | Spaniens Grand Prix        | Lewis Hamilton   | Lewis Hamilton   | Lewis Hamilton   | Mercedes             | Rapport |
| 6  | Monacos Grand Prix         | Kimi Räikkönen   | Sergio Pérez     | Sebastian Vettel | Ferrari              | Rapport |
| 7  | Kanadas Grand Prix         | Lewis Hamilton   | Lewis Hamilton   | Lewis Hamilton   | Mercedes             | Rapport |
| 8  | Azerbajdzjans Grand Prix   | Lewis Hamilton   | Sebastian Vettel | Daniel Ricciardo | Red Bull Racing      | Rapport |
| 9  | Österrikes Grand Prix      | Valtteri Bottas  | Lewis Hamilton   | Valtteri Bottas  | Mercedes             | Rapport |
| 10 | Storbritanniens Grand Prix | Lewis Hamilton   | Lewis Hamilton   | Lewis Hamilton   | Mercedes             | Rapport |
| 11 | Ungerns Grand Prix         | Sebastian Vettel | Fernando Alonso  | Sebastian Vettel | Ferrari              | Rapport |
| 12 | Belgiens Grand Prix        | Lewis Hamilton   | Sebastian Vettel | Lewis Hamilton   | Mercedes             | Rapport |
| 13 | Italiens Grand Prix        | Lewis Hamilton   | Daniel Ricciardo | Lewis Hamilton   | Mercedes             | Rapport |
| 14 | Singapores Grand Prix      | Sebastian Vettel | Lewis Hamilton   | Lewis Hamilton   | Mercedes             | Rapport |
| 15 | Malaysias Grand Prix       | Lewis Hamilton   | Sebastian Vettel | Max Verstappen   | Red Bull Racing      | Rapport |
| 16 | Japans Grand Prix          | Lewis Hamilton   | Valtteri Bottas  | Lewis Hamilton   | Mercedes             | Rapport |
| 17 | USA:s Grand Prix           | Lewis Hamilton   | Sebastian Vettel | Lewis Hamilton   | Mercedes             | Rapport |
| 18 | Mexikos Grand Prix         | Sebastian Vettel | Sebastian Vettel | Max Verstappen   | Red Bull Racing      | Rapport |
| 19 | Brasiliens Grand Prix      | Valtteri Bottas  | Max Verstappen   | Sebastian Vettel | Ferrari              | Rapport |
| 20 | Abu Dhabis Grand Prix      | Valtteri Bottas  | Valtteri Bottas  | Valtteri Bottas  | Mercedes             | Rapport |